# Centre national d'énergie solaire de Ben-Gurion

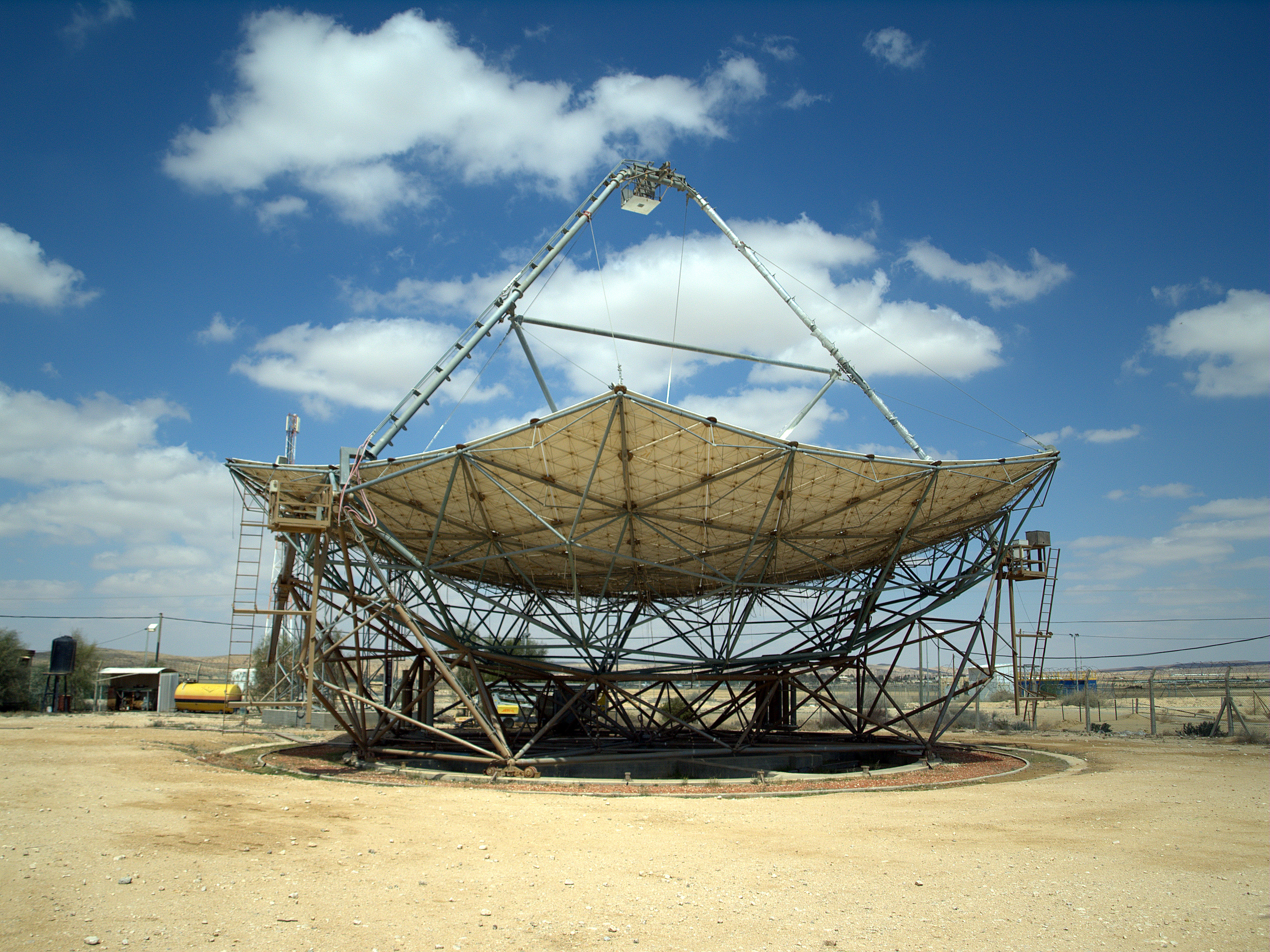
La plus grande antenne solaire au monde est située dans le centre.

Le Centre national d'énergie solaire Ben Gourion à Midreshet Ben Gourion est l'institut national israélien de recherche sur les énergies de substitution . Il a été créé en 1987 par le ministère des Infrastructures Nationales pour étudier des technologies prometteuses d'énergie propre, notamment celles faisant appel à l'énergie solaire . Depuis juillet 1991, le Centre est géré par les instituts Jacob Blaustein de recherche sur le désert l'Université Ben-Gourion du Negev. Son directeur est David Faiman.
En 2007, il a été annoncé que le Centre collaborait avec Zenith Solar pour créer un système domestique de cellules solaires basé sur des recherches menées sous Faiman.

## Voir également
- Énergie solaire en Israël